# Paolo Erizzo

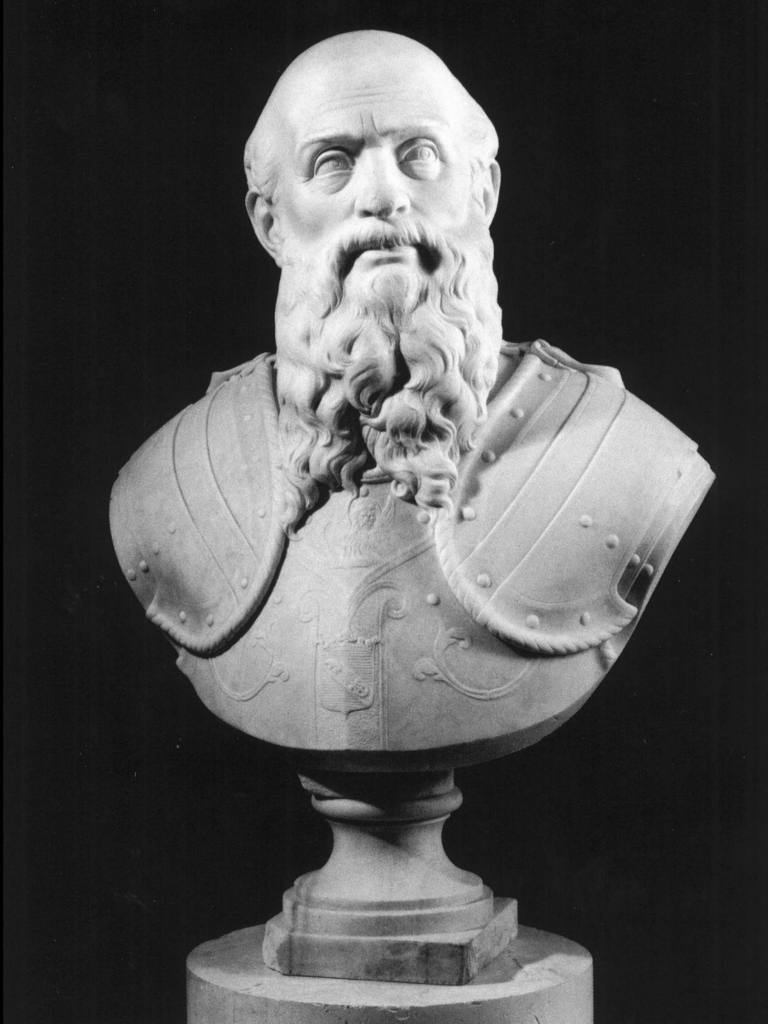
Busto di Paolo Erizzo, opera di Domenico Passerini (1859-1861). Il busto fa parte del Panteon Veneto, conservato presso Palazzo Loredan

Stemma Erizzo

Paolo Erizzo (Venezia, 1411 – 1470) è stato un politico italiano.

## Biografia

### Origini e carriera politica
Nacque nel 1411 nel palazzo di famiglia, una casa-torre sul rio di San Canzian, da Marco Erizzo e da Maria Arbosani. Circa la paternità e la data di nascita sussiste qualche dubbio poiché potrebbe essere stato frainteso con un personaggio omonimo, Paolo Erizzo di Marco Antonio, che però non ricoprì alcuna carica di rilievo.
A differenza dei fratelli Stefano ed Antonio, l'Erizzo non si dedicò ai commerci e non si sposò, preferendo darsi completamente alla vita pubblica. Inizialmente fu occupato in alcune magistrature giudiziarie minori: fu giudice del Mobile nel 1443 e avvocato alle Corti nel 1444 e nel 1447. Nel 1446 lasciò brevemente la politica per essere stato condannato a un anno di carcere dagli avogadori di Comun: in compagnia di Domenico Contarini, si era messo a intralciare la relazione tra Ginevra Querini, monaca di Santa Caterina, e Federico Giustinian, violando i confini del luogo sacro. Questo episodio non ebbe gravi conseguenze, dato che nel 1448 veniva nominato savio agli Ordini, carica che mantenne sino al 1452; nei periodi di contumacia partecipò alla Quarantia e alla Giustizia Vecchia.
Nel decennio a partire dal 1453 di lui non si hanno sostanzialmente notizie (solo nel 1455 risulta giudice di Petizion). Ma nel 1463 ricompare come bailo di Cipro: improvvisamente l'Erizzo passò dagli ambienti tranquilli delle magistrature lagunari a una carica di grande responsabilità, in un luogo in cui convergevano gli interessi economici e politici delle maggiori potenze del Mediterraneo. Il 28 febbraio 1463 veniva sollecitato dal Senato a partire per l'isola, visto che nel conflitto che opponeva la regina Carlotta di Lusignano al fratellastro Giacomo andavano tutelati gli interessi dei Veneziani, in concorrenza con Genovesi e Aragonesi.

### Bailato a Negroponte
Non sappiamo quanto tempo trascorse sull'isola, né conosciamo i dettagli del suo operato. È documentata la sua presenza nel Trevigiano nella primavera del 1468 quando, assieme ad altri sei patrizi, si dedicò alla messa in opera delle nuove arginature del Piave.
Certamente la sua attività a Cipro fu assai apprezzata se, sul finire dello stesso 1468, veniva nuovamente eletto bailo, questa volta a Negroponte. Questo incarico era ancora più problematico: l'isola rappresentava l'ultima piazzaforte della Serenissima nell'Egeo, dopo che la flotta veneziana guidata da Vettore Cappello era stata duramente sconfitta dai Turchi di fronte a Patrasso, e in pratica si trovava accerchiata dalle forze del sultano. Assieme all'Erizzo vennero inviati i capitani Giovanni Bondumier e Alvise Calbo e numerosi rinforzi, nell'estremo tentativo di preservare ciò che restava dei domini veneziani nell'Arcipelago.
Nel periodo a cavallo al 1469 e il 1470 il bailo, sfruttando l'impegno militare degli Ottomani in Albania, si preoccupò di rafforzare le difese di Negroponte. Secondo Franz Babinger nella primavera del 1470 l'Erizzo poteva disporre di potenti fortificazioni e di un presidio corposo e motivato. Tuttavia Domenico Malipiero, considerato una fonte attendibile, ricorda che aveva volutamente comunicato al Senato che l'isola poteva contare su ottime difese; intendeva così scoraggiare l'intervento turco perché in realtà era vero il contrario.
Probabilmente l'isola era effettivamente ben difesa visto che i Turchi, che cominciarono l'assedio nel giugno del 1470, avevano optato per un notevole spiegamento di forze. Via mare era giunta una flotta di trecento navi, tanto temibile che il capitano generale Nicolò Canal non osò intercettarla; da terra fu invece mandato un grande esercito, guidato dallo stesso sultano Maometto II, che si diede subito alla costruzione di un ponte sull'Euripo, lo strettissimo braccio di terra che separa Negroponte dalla Beozia e dall'Attica.
Mentre il Canal rinunciava definitivamente allo scontro ritirandosi a Candia, i Turchi sferrarono il primo attacco il 25 giugno, dopo che l'Erizzo aveva sdegnosamente respinto le offerte di resa. Se ne ebbero altri, il 30 giugno, il 5 luglio e l'8 luglio con gravissime perdite da ambo le parti. L'11 luglio comparve a nord la flotta del Canal, ma ancora una volta evitò lo scontro frontale, limitandosi agli attacchi a distanza nell'attesa di rinforzi. A questo punto Maometto decise di sferrare l'attacco generale: Negroponte fu espugnata il giorno dopo, la popolazione subì le angherie del saccheggio e la guarnigione venne trucidata; anche l'Erizzo, del quale le fonti riconoscono quasi all'unanimità il valore, vi trovò la morte.

### Morte

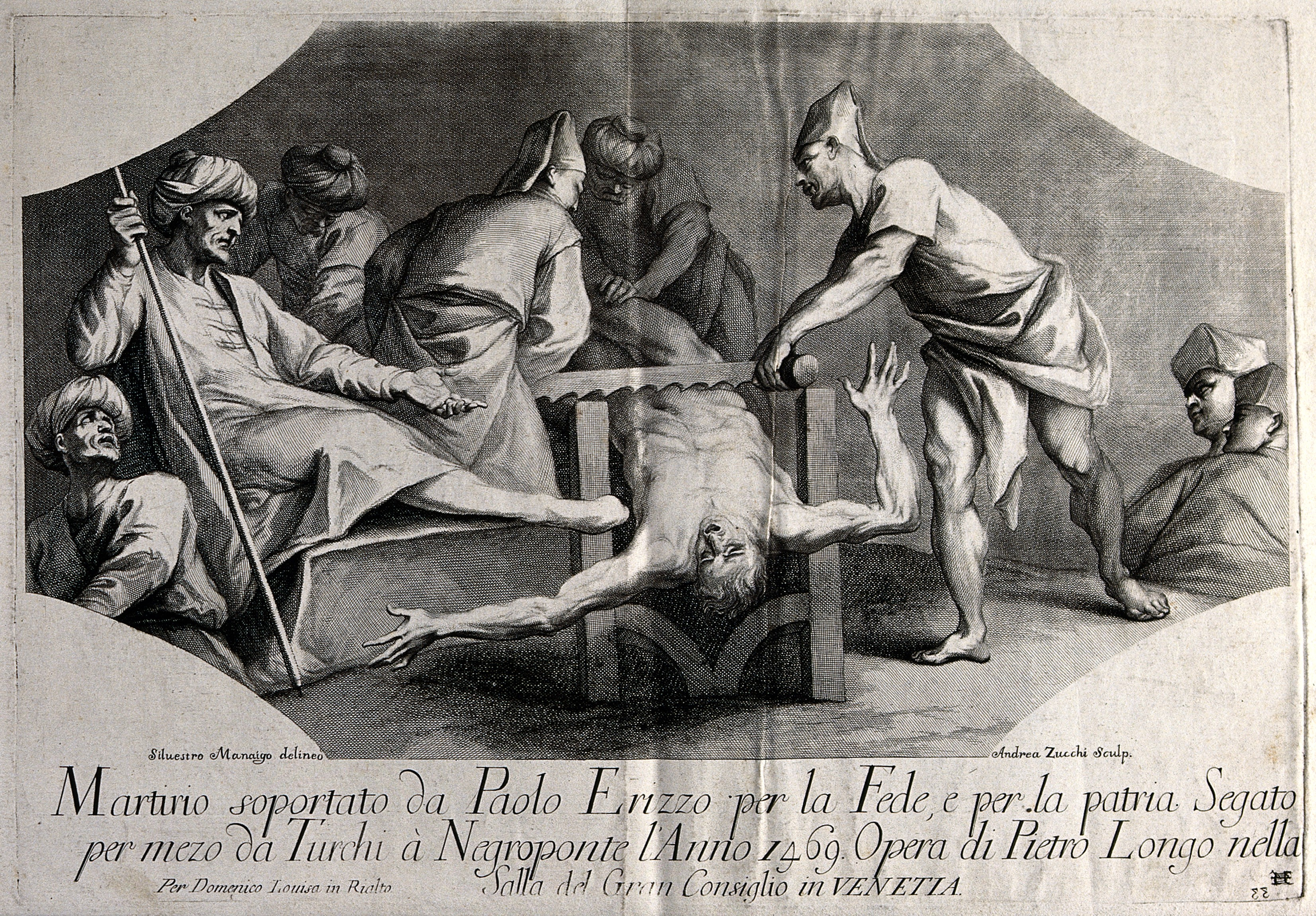
Martirio di Paolo Erizzo, disegnato da Silvestro Manaigo e inciso da Andrea Zucchi sulla base del dipinto di Pietro Longo.

La perdita di Negroponte colpì profondamente l'opinione pubblica veneziana e la morte dell'Erizzo fu presto oggetto di romanzamenti. Giacomo Rizzardo, testimone diretto degli eventi, si limita a raccontare che fu sgozzato dallo stesso Maometto, il quale si lavò poi le mani e il viso dal suo sangue. Domenico Malipiero aggiunge che, nel tentativo di sfuggire al Turco, si era reso schiavo di un pascià il quale, dopo averlo camuffato rasandogli capelli, barba e ciglia e vestendolo di sacco, lo aveva inviato a Napoli di Romania per indurre la città ad arrendersi al sultano; sennonché era stato scoperto e giustiziato.
Una delle versioni più macabre, e probabilmente ispirata alla Passione di Cristo, è tramandata da un anonimo veronese che racconta come all'Erizzo furono mozzati naso e labbra, quindi fu condotto vergognosamente per le vie di Calcide e infine venne impalato, morendo dopo un'agonia di tre giorni.
La variante più nota è quella riportata da Marcantonio Sabellico e da varie cronache (tra cui la Erizzo conservata alla Biblioteca Marciana): il governatore sarebbe stato segato vivo in due pezzi dopo che Maometto gli aveva promesso salva la testa - ma, subdolamente, non il resto del corpo. Questo episodio fu assai ricorrente nell'iconografia e fu divulgato grazie alla stampa; è rappresentato anche nella sala del Maggior Consiglio in un celebre dipinto di Pietro Longo (o Dei Longhi, allievo del Veronese).
Un altro racconto parla di una sua bellissima figlia, Anna, la quale pur di non concedersi al sultano preferì affrontare la morte. L'episodio, completamente inventato così come la figlia Anna che non è mai esistita, tuttavia ispirò il  dramma Anna Erizo del tragediografo Cesare della Valle, che venne messo in musica da Gioachino Rossini con il titolo di Maometto secondo, su libretto dello stesso Della Valle.